# Microdon melleus
Microdon melleus är en tvåvingeart som beskrevs av Charles Howard Curran 1940. Microdon melleus ingår i släktet myrblomflugor, och familjen blomflugor. Inga underarter finns listade i Catalogue of Life.